# Silaum tenellum
Silaum tenellum är en flockblommig växtart som först beskrevs av Josef Velenovský, och fick sitt nu gällande namn av Minosuke Hiroe. Silaum tenellum ingår i släktet ängssiljor, och familjen flockblommiga växter. Inga underarter finns listade i Catalogue of Life.